# Pontoise-lès-Noyon
Pontoise-lès-Noyon è un comune francese di 486 abitanti situato nel dipartimento dell'Oise della regione dell'Alta Francia.

## Società

### Evoluzione demografica
Abitanti censiti